# Ricchi e Poveri
«Ricchi e Poveri» (произн. ри́кки э по́вери; в переводе с итал. — «богатые и бедные») — итальянская поп-группа, созданная в 1967 году и популярная в 1970—1980-х, продолжившая свою карьеру и в дальнейшем (в общей сложности продано более 22 миллионов пластинок). Известна исполнением таких песен, как: «Che sarà», «Sarà perché ti amo», «Mamma Maria» и многих других.

## История

### Квартет Франко Гатти, Анджело Сотджу, Анджелы Брамбати и Марины Оккиены (1967—1981)
Группа Ricchi e Poveri была образована в Генуе в 1967 году в результате раздела двух групп: I Jets и I Preistorici. Группа I Jets состояла из Анджело Сотджу, Франко Гатти и их друзей. Анджела Брамбати состояла в трио «I Preistorici». Она была знакома с Анджело и Франко, часто приходила послушать I Jets и, когда эта группа распалась, вышла из I Preistorici, чтобы создать трио. Позднее Анджела познакомила Франко и Анджело с Мариной Оккиеной, которая также занималась вокалом, и, таким образом, трио превратилось в полифонический квартет под названием Fama Medium, получившимся по первым буквам их имен. Группа Fama Medium начала свои выступления на пляжах, исполняя популярные песни различных групп того времени, таких как The Mamas & the Papas, The Manhattan Transfer, и др., сопровождая их игрой на гитарах. После прослушивания в Милане их первым продюсером стал Франко Калифано, который изменил название группы на Ricchi e Poveri (пошутив, что её участники богаты духовно и бедны финансово), а также предложил новый образ участников. Марина была превращена в блондинку, светлые волосы Анджело были ещё более осветлены, волосы Анджелы были коротко острижены, в то время как Франко стал длинноволосым.
Музыкальная карьера коллектива началась в Генуе в 1968 году, когда он принял участие в фестивале «Cantagiro» с песней «L’Ultimo Amore» («Последняя любовь»), итальянской кавер-версией на песню «Everlasting love».

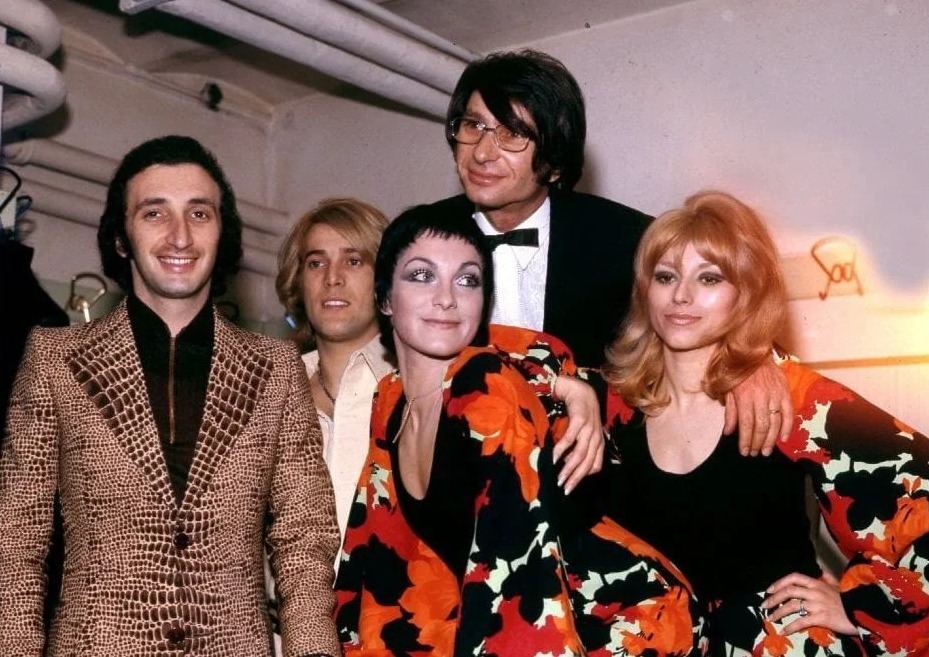
Ricchi e Poveri с Николой Ди Бари на «Фестивале в Сан-Ремо». 1970 год

В 1970 году группа впервые приняла участие в «Фестивале в Сан-Ремо» с песней «La prima cosa bella» («Первая прекрасная вещь»), которую написал Никола Ди Бари, и занимает на этом фестивале 2-е место. В этом же году они выступают на фестивале Festivalbar с песней «In questa città» («В этом городе»).

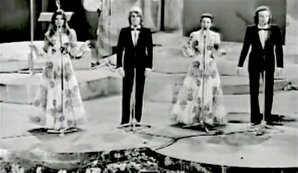
Ricchi e Poveri на «Фестивале в Сан-Ремо». 1971 год

В 1971 году Ricchi e Poveri вновь вторые на «Фестивале в Сан-Ремо» с песней «Che sarà» («Что будет»), которую музыканты исполнили совместно с Хосе Фелисиано. «Che sarà» стала гимном молодых людей, покидающих свою родину, а также всемирно известным примером классической итальянской песни. В том же году коллектив участвовал в музыкальной комедии Un trapezio per Lisistrata на телеканале RAI.
В 1972 году Ricchi e Poveri снова приняли участие в «Фестивале в Сан-Ремо» с песней «Un diadema di ciliege» («Вишнёвая диадема»), после чего став рекламным лицом продукта Fiesta Snack, шоколадного батончика компании Ferrero вплоть до конца 1977 года.
В 1973 году они выступили на «Фестивале в Сан-Ремо» с песней «Dolce frutto» («Сладкий фрукт»), которая в том же году была представлена на радиоконкурсе Un disco per l’estate вместе с ещё одной их песней «Piccolo amore mio» («Моя маленькая любовь»). Немногим позже они по-новому исполнили песню «Una musica» на телепередаче Rischiatutto, а осенью 1973 года приняли участие в Canzonissima с песней «Ti penso sorrido e canto» («Думаю о тебе, улыбаюсь и пою»). В том же году Ricchi e Poveri совершают театральный тур с Вальтером Кьяри.
В 1974 году они снова звучат на Un disco per l’estate с песней «Povera bimba» («Бедняжка»). В том же году приняли участие в телепередаче Di Nuovo Tante Scuse с Раймондо Вьянелло и Сандрой Мондайни, исполняя песни из их репертуара, остроумно шутя с ведущими и исполняя финальную песню «Non pensarci più» («Я больше не думаю о тебе»). Телепередача была настолько успешной, что в следующем году стартовал её повтор, в конце которого Ricchi e Poveri исполнили новую заглавную песню «Coriandoli su di noi» («Наши конфетти»).
В 1976 коллектив вновь принял участие на «Фестивале в Сан-Ремо» с песней «Due storie dei musicanti» («Две истории музыкантов») из их альбома I Musicanti.
В 1978 году Ricchi e Poveri представляли Италию на конкурсе «Евровидение» с песней Дарио Фарины «Questo amore» («Это любовь»), где заняли 12-е место.
В 1979 году группа записала песню «Mama», написанную Мариной, Анджело и Франко, которая становится финальной песней телепередачи Jet Quiz.
В 1980 году они последний раз как квартет издают альбом La stagione dell’amore и спустя несколько месяцев после выпуска этого диска, начинают летнее турне, организованное «Радио Монте Карло», с выступлениями на всех площадях Италии.

### Трио Анджело Сотджу, Анджелы Брамбати и Франко Гатти (1981—2016)
В 1981 году на «Фестиваль в Сан-Ремо» группа приехала в полном составе и выступила на репетициях (итальянское телевидение сохранило видеозапись репетиций). Однако, перед конкурсным выступлением в первый вечер фестиваля случился скандал: участница группы Марина Оккиена покинула группу. Несмотря на споры, Ricchi e Poveri в составе трёх человек выступили с песней «Sarà perché ti amo» («Будет, потому-что я люблю тебя»), ритмичной и легко запоминающейся, благодаря чему 10 недель продержалась на первом месте в хит-параде Италии, по итогам года заняла 6-е место, опередив все песни фестиваля. Песня стала также суперхитом и в Европе, во Франции дошла до 1 места, по итогам 1981 года, песня стала 8-й, в Швейцарии поднималась до 2-го, в Австрии до 7-го, в ФРГ — до 11-го места. Выступление с этой песней в «Томми поп-шоу» на телевидении ФРГ в 1983 году, вошло в новогодний выпуск передачи «Мелодии и ритмы зарубежной эстрады», став первым появлением Ricchi e Poveri на советском телевидении.
В альбом E penso a te, вышедший в 1981, вошла также песня «Come vorrei» («Как бы я хотел»), поднявшаяся до 3-го места в итальянском хит-параде, ставшая заставкой для телевизионного шоу «Portobello».
В этот период группа получает многочисленные премии и награды: в 1981 году «За лучшую группу года», золотой диск за песню «Sarà perché ti amo», которая в 1982 году выиграла в телепередаче Premiatissima, а также золотую табличку RAI 5, выиграв два выпуска подряд в программе на этом канале.
В 1982 году вышел сингл «Mamma Maria» («Мамма Мария»), который занимал высокие места в европейских хит-парадах, в том числе 19 недель входил в чарты ФРГ, а вышедший в Италии альбом с одноимённым названием дошёл до 4 места в хит-параде за 1983 год.

В следующем году в Европе издаётся популярный альбом Voulez-vous danser? («Хотите потанцевать?»). В том же году группа стала почётным гостем музыкального фестиваля Viña del Mar в Чили.

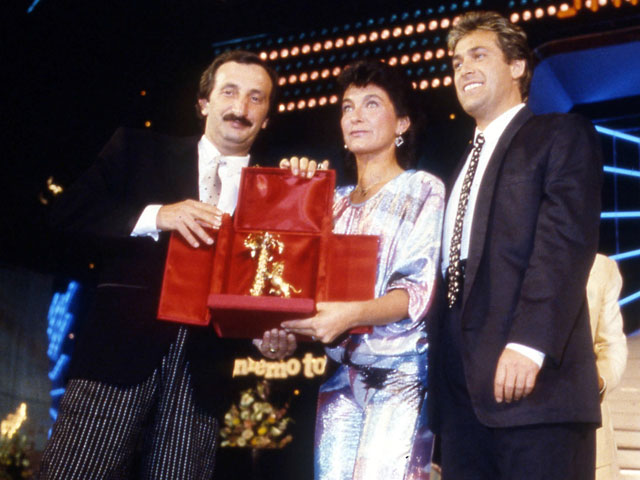
Победитель «Фестиваля в Сан-Ремо» — группа Ricchi e Poveri. 1985 год

В 1985 году Ricchi e Poveri побеждает на «Фестивале в Сан-Ремо» с песней «Se m’innamoro» («Если я влюблюсь»), получив за неё 1 506 812 голосов зрителей, поднявшись до 6 места в хит-параде Италии, а также проводит гастроли по Австралии. К победе на фестивале добавляется премия Medien, врученная за большое количество проданных дисков во Франции. Прошедшие в апреле 1986 года первые гастроли в Советском Союзе включают 44 концерта, которые собирают 780 тыс. зрителей, и положительные отзывы критики, 21 ноября 1986 года Центральное телевидение показало телеверсию концерта.
В 1987 году коллектив занимает 7-е место на «Фестивале в Сан-Ремо» с песней Тото Кутуньо «Canzone d’amore» («Песня про любовь») и выпускает последний, в смысле новизны песен, альбом Pubblicità. После этого выходят только альбомы с ремейками старых и незначительным количеством новых песен («Baciamoci» («Поцелуемся»), 1994, автор — Умберто Наполитано; «Parla col cuore» («Говори от чистого сердца»), 1998).
В 1988 году музыканты занимают 9-е место на «Фестивале в Сан-Ремо» с «Nascerà Gesu» («Родится Исус»), посвящённой проблемам генной инженерии и принятой довольно неоднозначно как публикой, так и критиками. Однако выступление на фестивале 1989 года с песней, написанной бывшим продюсером Эроса Рамаццотти Пьеро Кассано «Chi voglio sei tu» («Тот, кто мне нужен — это ты»), вызывает больший интерес у слушателей, песня занимает 8-е место.
С песней «Buona giornata» («Добрый день») Ricchi e Poveri приняли участие на «Фестивале в Сан-Ремо» в 1990 году. Песня заняла 17-е место и становится заставкой одной из итальянских телевизионных программ.
В 1991 году участники группы подписывают контракт с телеканалом RAI и становятся ведущими популярной телевизионной программы Domenica in и выпускают альбом Una domenica con te.
В 1992 году Ricchi e Poveri исполнили на «Фестивале в Сан-Ремо» песню Тото Кутуньо «Così lontani» («Так далеки»), однако песня не прошла в финал конкурса.
В следующем году подписывают контракт с итальянским телеканалом Mediaset. В том же году они записывают трибьют-альбом Allegro italiano — собственные версии популярных итальянских песен: «Caruso» («Памяти Карузо»), «L’italiano» («Итальянец»), «Ti amo» («Я люблю тебя») и многих других. В эти же годы Ricchi e Poveri появлялись в телепередаче на телеканале Rete 4, снимались в пародии на известный телесериал La donna del mistero («Загадочная женщина») под названием La vera storia della donna del mistero («Другая история загадочной женщины») и имели большой успех. В последующие годы являлись постоянными гостями в телепередаче A casa nostra, которую вела Патриция Розетти.
В 1998 году трио выпускает альбом Parla col cuore, который включил в себя их лучшие песни, а также 6 неизданных песен («Mai dire mai» («Никогда не говори никогда»), «La stella che vuoi» («Звезда, которую ты пожелаешь») и др.), написанных ими самими в соавторстве с писателем Фабрицио Берлинчьони.
В 2004 году Ricchi e Poveri приняли участие в реалити-шоу Music Farm, выиграли вызов Лоредана Берте и в финале заняли третье место.
В 1994—2008 годах группа проводит многочисленные гастроли по Италии, Франции, Германии, Бельгии, России, Молдавии, Грузии, Литве, Австралии, Албании, Словении, Венгрии, Канаде и США. А также принимает участие в различных телевизионных шоу. 

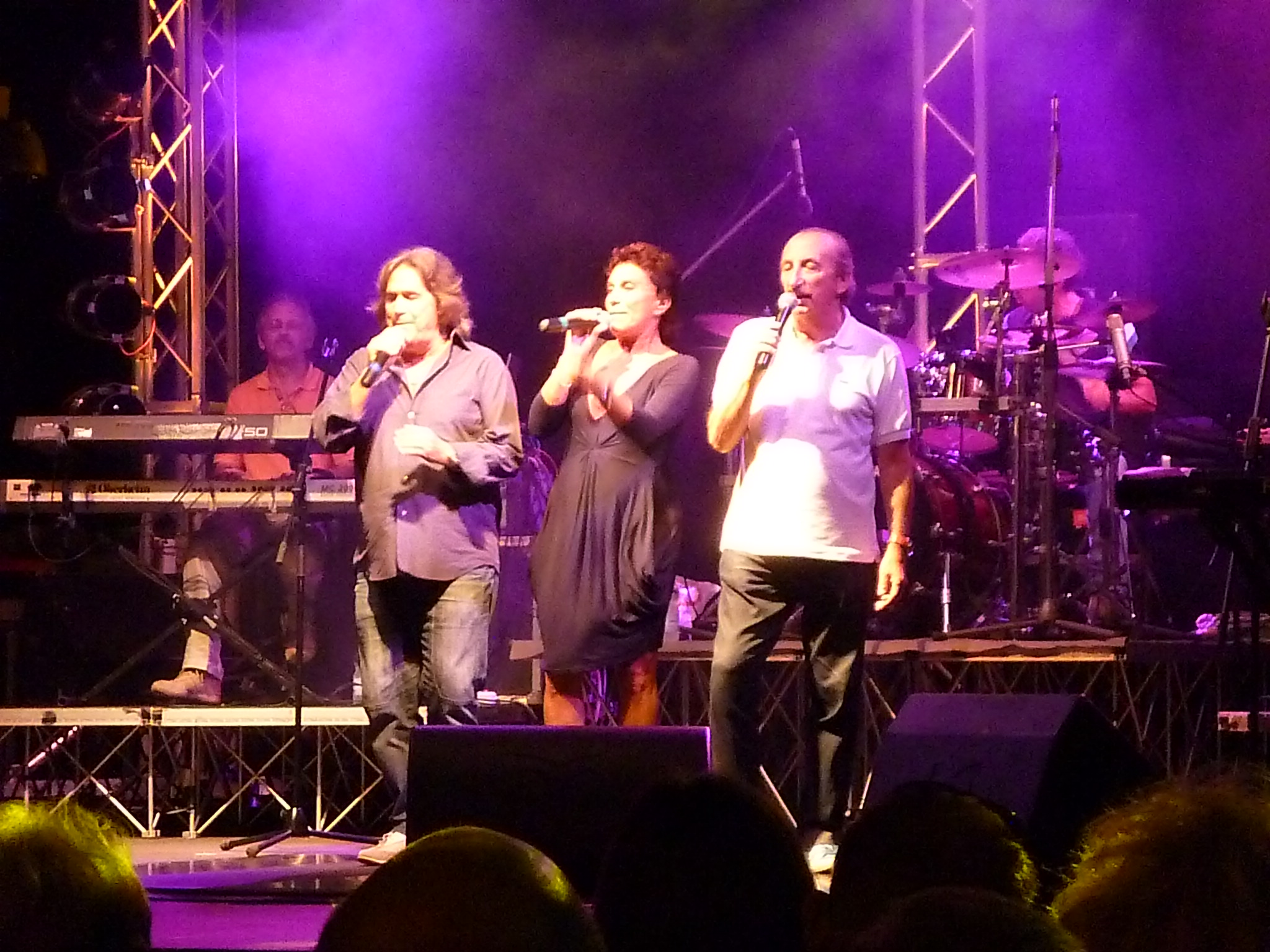
Ricchi e Poveri в Вибонати, Италия. 2010 год

В 2008 году выходит диск Mamma Maria (The Hits Reloaded), выдержанный в современных танцевальных ритмах.
По состоянию на 2009 год пластинки и диски группы выпущены тиражом более 20 млн копий.
В декабре 2011, 2015 и 2016 года коллектив принял участие в российском телевизионном шоу «Новогодняя ночь на Первом».
В 2012 году группа выпустила первый после 14-летнего перерыва альбом с несколькими новыми песнями под названием Perdutamente Amore.
В 2013 году отменяется их выступление на «Фестивале в Сан-Ремо», Франко Гатти сообщает о смерти своего 23-летнего сына Алессио, но всё же остаётся на сцене.
4 мая 2016 года Франко Гатти заявляет, что покидает группу, связав это с желанием больше времени проводить со своей семьёй. Анджела и Анджело спокойно и уважительно отнеслись к его решению, сообщив фанатам, что будут продолжать свой творческий путь без Франко.

### Дуэт Анджело Сотджу и Анджелы Брамбати (с 2016)
В декабре 2016 года Анджело Сотджу и Анджелы Брамбати приняли участие во втором выпуске развлекательного шоу Music Quiz, где представили свой новый сингл «Marikita», первую неизданную песню, записанную группой после ухода Франко Гатти из группы. Песня с латиноамериканскими ритмами исполняется на испанском языке и включена в саундтрек к рождественскому фильму «Бедные, но богатые» режиссера Фаусто Брицци с Кристианом Де Сика, Энрико Бриньяно и Лючией Оконе в главных ролях. 20 января 2017 года официальный видеоклип был опубликован на YouTube компанией Vevo, а 27 марта началась радиоротация и последующее продвижение в основных сетях.

#### Воссоединение квартета: Возвращение Марины Оккиены и Франко Гатти (2020—2021)
25 января 2020 года стало известно, что Данило Манкузо, менеджер группы, собрал Анджелу Брамбати, Франко Гатти, Марину Оккиену и Анджело Сотджу для воссоединения в первоначальном составе, а 5 февраля квартет принял участие во втором вечере «Фестиваля в Сан-Ремо» в качестве почётных гостей. Во время выступления они исполнили несколько самых успешных песен коллектива, с которыми выступали в прошлом на фестивале: «La prima cosa bella» (1970), «Che sarà» (1971), «Sarà perché ti amo» (1981), а также кавер на песню «Everlasting Love», с названием «L’Ultimo Amore», который группа исполняла в начале своей карьеры в 1968 году и главный хит группы — «Mamma Maria». На фестивале Ricchi e Poveri были удостоены премии города Сан-Ремо — Città di Sanremo в связи с проводимым 70-м фестивалем в Сан-Ремо.
6 февраля 2020 года состоялся выпуск сингла «L’Ultimo Amore» в новой версии, спустя 52 года после первого выхода песни в качестве сингла, также был представлен анимационный видеоклип песни.
Выход нового альбома-сборника песен ReuniON воссоединенного коллектива был назначен на 27 марта 2020 года, однако в связи с распространением COVID-19 в Италии релиз был перенесен на неопределенный срок.
23 февраля 2021 года на итальянском телеканале Rai 1 был показан выпуск передачи A grande richiesta (рус. «По многочисленным просьбам»), под названием Che sara sara (рус. «Что будет, то будет»), посвящённый воссоединению Ricchi e Poveri. В программе принял участие Иван Ургант, который вручил группе премию, приуроченную её 50-летней карьере.
26 февраля 2021 года состоялся выпуск двойного альбома-сборника песен ReuniON на компакт-дисках (CD), а 9 марта ReuniON вышел на долгоиграющих пластинках (LP). Альбом включил в себя перезаписанные в новых аранжировках версии 21 песни, выпущенной в период с 1968 по 1990 год.
К 50-летию песни «Che sarà» Ricchi e Poveri совместно с Хосе Фелисиано записали новую версию песни, которая вошла в ReuniON, а 23 марта 2021 года группой был официально представлен совместный с Хосе Фелисиано видеоклип песни «Che sarà».

#### С 2021 года по настоящее время

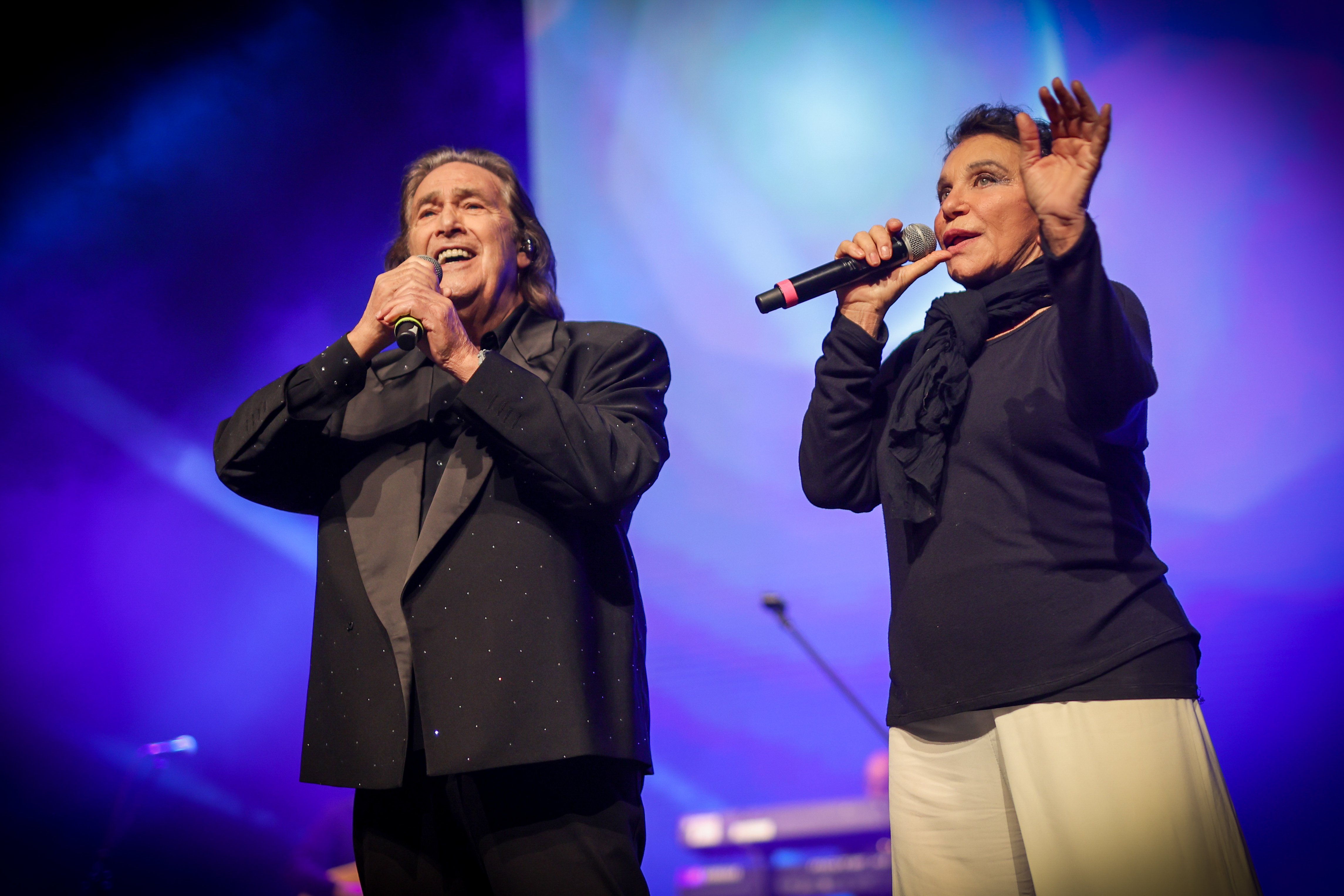
Ricchi e Poveri в Софии (Болгария). 2024

Весной 2021 года Ricchi e Poveri снова стали дуэтом в составе Анджело Сотджу и Анджелы Брамбати.
18 октября 2022 года в Генуе скончался Франко Гатти. На прощании 20 октября в генуэзкой церкви Святого Сира (район Нерви) присутствовали Анджело Сотджу, Анджела Брамбати, Марина Оккиена и итальянский певец Пупо.
В феврале 2024 года дуэт выступил на «Фестивале в Сан-Ремо» с песней «Ma non tutta la vita» («Но не всю жизнь») в качестве конкурсантов впервые за 32 года, заняв 21 место. Также был представлен видеоклип песни.

## Состав группы
Действующие участники
- Анджело Сотджу (1967 — н.в.) — родился 22 февраля 1946 года в Тринита-д’Агульту-э-Виньола (Сардиния).
- Анджела Брамбати (1967 — н.в.) — родилась 20 октября 1947 года в Генуе.

Бывшие участники
- Франко Гатти (1967—2016, 2020—2021) — родился 4 октября 1942 года в Генуе, умер 18 октября 2022 года там же[32].
- Марина Оккиена (1967—1981, 2020—2021) — родилась 19 марта 1950 года в Генуе.

## Интересные факты
- В 1980-е годы (1982—1989) в Чехословакии cуществовала пародийная группа Triky a pověry (рус. «Трюки и суеверия»), название которой, а также стиль музыки, одежды и состав (двое мужчин и одна женщина) являлись прямой отсылкой к Ricchi e Poveri. В состав этого трио входили автор текстов, музыкант и шоумен Карел Шип («Карло Шипитоне», наст. имя Карел Ян Фойерфайль, р. 1945), композитор и актёр Ярослав Углирж (р. 1945) и певица Петра Яну[англ.] (наст. имя Яна Петру, р. 1952). Трио исполняло как чешскоязычные каверы на популярные итальянские хиты (Тото Кутуньо, Умберто Тоцци, Аль Бано и Ромины Пауэр и Ricchi e Poveri), так и чешские песни, мелодии которых были похожи на итальянское диско[33].
- В интервью телеканалу ТВ Центр Анджела Брамбати и Анджело Сотджу признаются, что когда-то были влюблены друг в друга и даже думали пожениться. Несмотря на несостоявшуюся свадьбу, их отношения переросли в большую дружбу. Когда они начали встречаться, Анджеле было всего 16 лет[34].
- Гастролируя по России участники группы решили узнать, как уважительно обращаются к женщине в России, им ответили — бабушка. Тогда они со сцены стали кричать: «Привет, бабушки!»[35].

## Дискография

### Номерные студийные альбомы
- 1970 — Ricchi e Poveri
- 1971 — Amici Miei
- 1974 — Penso Sorrido E Canto
- 1975 — RP2
- 1976 — Ricchi e Poveri
- 1976 — I Musicanti
- 1978 — Questo Amore
- 1980 — La Stagione Dell’Amore
- 1981 — …E Penso A Te
- 1982 — Mamma Maria
- 1983 — Voulez-Vous Danser
- 1985 — Dimmi Quando
- 1987 — Pubblicità
- 1988 — Nascerà Gesù — Ricchi & Poveri '88
- 1992 — Allegro Italiano
- 1999 — Parla Col Cuore
- 2012 — Perdutamente Amore
- 2021 — ReuniON

### Сборники
- 1971 — L’Altra Faccia Dei Ricchi e Poveri
- 1972 — Un diadema di successi
- 1978 — Ricchi & Poveri
- 1980 — Come Eravamo
- 1982 — Profili Musicali
- 1983 — Made In Italy
- 1984 — Ieri E Oggi
- 1987 — Canzoni D’Amore
- 1990 — Buona Giornata E
- 1993 — Anche Tu
- 1994 — I grandi successi
- 1996 — I Nostri Successi
- 1997 — Un Diadema Di Canzoni
- 1997 — Piccolo Amore
- 1998 — The Collection
- 2000 — I Successi
- 2001 — Made In Italy
- 2011 — Le canzoni. La nostra storia
- 2015 — Super Hits Collection
- 2016 — My Star
- 2020 — Le origini — Discografia '64/'69